# Enrico dal Covolo
Enrico dal Covolo SDB (ur. 5 października 1950 w Feltre) – włoski duchowny katolicki, biskup tytularny Heraklei, rektor Papieskiego Uniwersytetu Laterańskiego w latach 2010–2018.

## Życiorys
w 1973 złożył wieczyste śluby zakonne w Zgromadzeniu Salezjańskim. 22 grudnia 1979 otrzymał w Mediolanie święcenia kapłańskie. Doktoryzował się z patrystyki na Papieskim Instytucie Patrystycznym Augustinianum. Od 1986 był wykładowcą na Papieskim Uniwersytecie Salezjańskim w Rzymie, będąc w latach 200-2003 jego wicerektorem.
Jest członkiem wielu rad i komisji papieskich, m.in. od 2002 konsultorem Kongregacji Nauki Wiary, od 2008 konsultorem Kongregacji ds. Duchowieństwa, o od 2009 członkiem Papieskiej Komisji Archeologii Sakralnej.
W lutym 2010 wygłosił rekolekcje wielkopostne dla papieża Benedykta XVI oraz Kurii Rzymskiej.
30 czerwca 2010 Benedykt XVI mianował go rektorem Papieskiego Uniwersytetu Laterańskiego. Zastąpił na tym stanowisku abpa Rino Fisichellę, który został przewodniczącym Papieskiej Rady ds. Nowej Ewangelizacji.

## Episkopat
15 września 2010 został mianowany przez Benedykta XVI biskupem tytularnym diecezji z siedzibą w Heraklei. Poprzednim biskupem tytularnym tej diecezji był abp Józef Kowalczyk.
Sakry biskupiej 9 października 2010 udzielił mu kardynał Tarcisio Bertone.